# Thesium bequaertii
Thesium bequaertii är en sandelträdsväxtart som beskrevs av Robyns & Lawalree. Thesium bequaertii ingår i släktet spindelörter, och familjen sandelträdsväxter. Inga underarter finns listade i Catalogue of Life.